# Johannes Böhm (Geodät)
Johannes Böhm (* 12. Juli 1972 in Zwettl) ist ein österreichischer Geodät und Universitätsprofessor für Höhere Geodäsie an der TU Wien. Er leitet dort seit Oktober 2012 den Forschungsbereich Höhere Geodäsie. International bekannt wurde er vor allem durch die Entwicklung der Vienna Mapping Functions zur exakten Reduktion von VLBI- und GPS-Messungen. Dafür erhielt er 2011 den "Guy Bomford Prize" der International Association of Geodesy (IAG) und 2014 den Wiener Ingenieurpreis der Kammer für Architekten und Ingenieurkonsulenten von Wien, Niederösterreich und Burgenland. Böhm studierte Vermessungswesen in Wien und wurde Anfang der 2000er-Jahre Universitätsassistent bei Harald Schuh. Seine von Schuh betreute Dissertation behandelt den Einfluss der Troposphäre auf Beobachtungen der Very Long Baseline Interferometry (VLBI). Der derzeitige Forschungsschwerpunkt liegt im Bereich der VLBI mit der Entwicklung der Vienna VLBI and Satellite Software (VieVS).
International ist Böhm aktiv als Divisionspräsident für die Geodäsie in der European Geosciences Union (EGU) (von 2017 bis 2021) und als Mitglied des Executive Committee der International Association of Geodesy (IAG).